# Kloster Kleinburlo

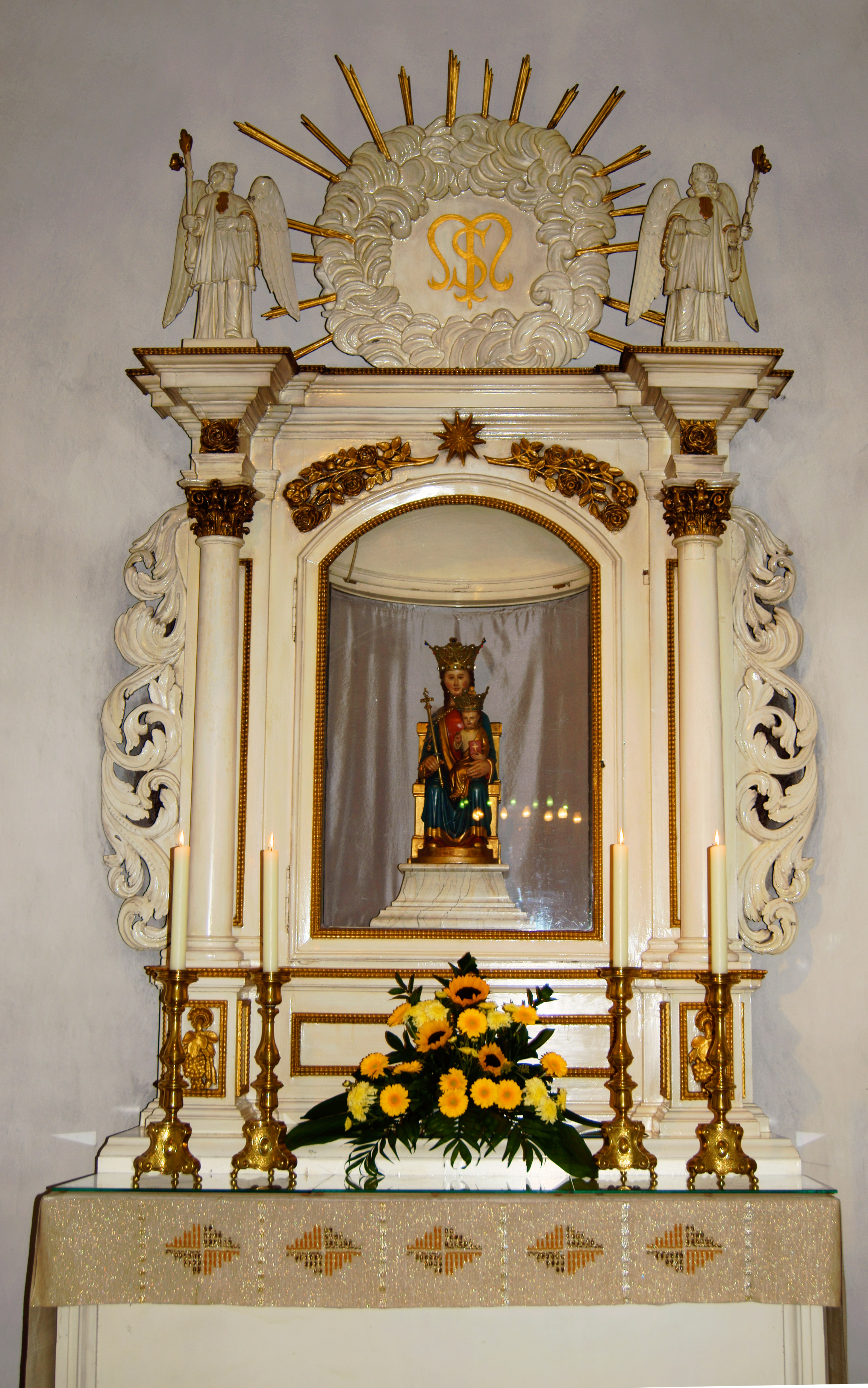
Vom Altar in der Gnadenkapelle Eggerode nimmt man an, dass er aus Kleinburlo stammt.

Das Kloster Kleinburlo in Darfeld ist ein ehemaliges Kloster aus der Mitte des 14. Jahrhunderts, von dem heute bis auf wenige Nebengebäude keine sichtbaren Überreste mehr vorhanden sind. Es trug den Namen Maria Weingarten (Vinea Mariae). Bis zu seiner Aufhebung 1803/12 war das Kloster im Besitz verschiedener Orden.

## Geschichte
1351 machten der Horstmarer Burgmann Konrad Strick und seine Frau Haseke eine Schenkung von Ländereien an das in Burlo gelegene Kloster Mariengarden, um zwischen Darfeld, Horstmar und Eggerode eine von Wilhelmiten besiedelte Niederlassung zu begründen. Etwa zehn Jahre später wurde auf einem der geschenkten Höfe das Kloster Kleinburlo errichtet. Im Jahr 1407 wurden die Klöster Groß- und Kleinburlo getrennt, nachdem Visitationen Missstände am Hauptsitz ausgemacht hatten: neben dem geistlichen Leben verblieb nicht genug Zeit für die Bewirtschaftung der umfangreichen Ländereien, das Kloster in Großburlo geriet in wirtschaftliche Schwierigkeiten. Kleinburlo wurde zum Priorat erhoben und zählte zu diesem Zeitpunkt 22 Mönche. 1447/48 schlossen sich die Wilhelmiten in Groß- und Kleinburlo den Zisterziensern an. Mutterkloster wurde Kamp. Innerhalb des Ordens gehörten sie der Colligatio Galiaensis an. Diese Gruppe war für die besonders strenge Einhaltung der Ordensregeln bekannt.

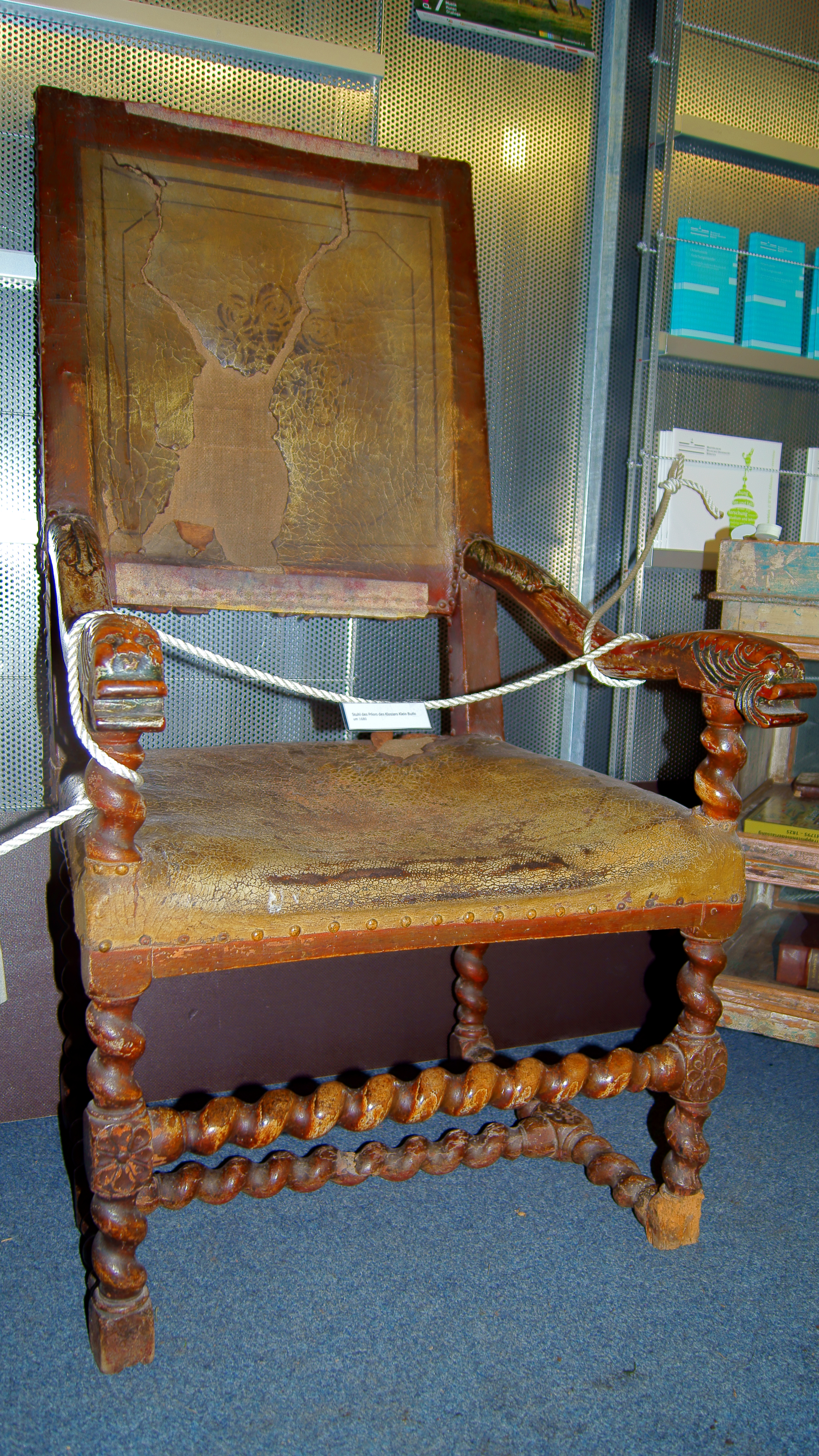
Stuhl des Priors, ca. 1680

Kleinburlo durchlebte mehrfach wirtschaftlich schwere Zeiten, im Siebenjährigen Krieg (1756–63) stand es vor dem Ruin. Die Armut mündete in der Auflösung des Konvents im Jahre 1798. Aufgrund hoher Schulden übernahm das Domkapitel Münster die Anlage. Mit Einverständnis des Zisterzienserordens sollten Alexianer aus Neuss das Kloster übernehmen. Dieser Plan wurde nicht umgesetzt. Stattdessen pachteten Trappisten aus Darfeld das 1803 im Zuge der Säkularisation aufgehobene Kloster Kleinburlo. 1811 verfügte die napoleonische Regierung die endgültige Aufhebung Kleinburlos. Nachdem die Mönche das Kloster verlassen hatten, ging es 1815 in den Besitz des Geschlechts Salm-Horstmar über. Im Jahr 1823 fiel der Besitz und ein Teil des Klosterarchivs an den Geheimrat von Riese. Im Jahr 1835 wurde es von den Grafen Droste zu Vischering erworben.
Vom Kloster Kleinburlo ist heute nur noch wenig erhalten. Die Kirche und das mit ihr baulich verbundene Kloster wurden komplett abgerissen. Über den Abtragungszeitpunkt gibt es unterschiedliche Angaben. Zum Teil wird 1826 als Jahr des Abbruchs von Kirche und Kloster genannt; Franz Darpes Angaben zufolge wurde die Kirche frühestens 1815, auf jeden Fall aber vor den Klostergebäuden, letztere frühestens 1835 abgetragen.
Ein Teil der Urkunden befinden sich im Archiv Darfeld. Die Trennungsurkunde von 1407 befindet sich im Fürstlich-Salm-Salm´schen Archiv in Anholt. Das Inventar wurde bereits 1804 öffentlich versteigert. Die Klosterbibliothek, ein Verzeichnis von 1803 gibt 1165 Bände an, erbrachte von den 331 Reichstalern Gesamterlös allein schon 174 Rtlr. Die Bibliothek bestand aus religiös-asketischen Schriften sowie griechisch-römischen Klassikern. Dazu kamen noch 330 Duodezbände und einige Chorbücher.
Von den wenigen Gebäuden, die nicht abgerissen wurden, gehört neben der Getreidemühle (Koordinate), Burloer Mühle genannt, noch das Brauhaus. Dieses wird heute, nachdem das Krüppelwalmdach inklusive Fachwerk-„Halbgeschoss“ nach Beschädigung durch den Orkan Kyrill 2007 entfernt und durch ein niedriges Wellblechdach ersetzt wurde, als Stallgebäude genutzt. Die ehemalige Ölmühle ist verfallen.
Die Madonnenglocke des ehemaligen Klosters ist ein Werk von Pieter van Seest (1716–1780), der von 1756 bis 1780 Direktor der Stadtgießerei Amsterdam war. Sie trägt die Jahreszahl 1765 und die Inschrift „Ich rufe herbei zur heiligen Freude in den Chor zu Burlo“. Seit 1804 hängt die Glocke im Kirchturm von St. Margareta in Asbeck.

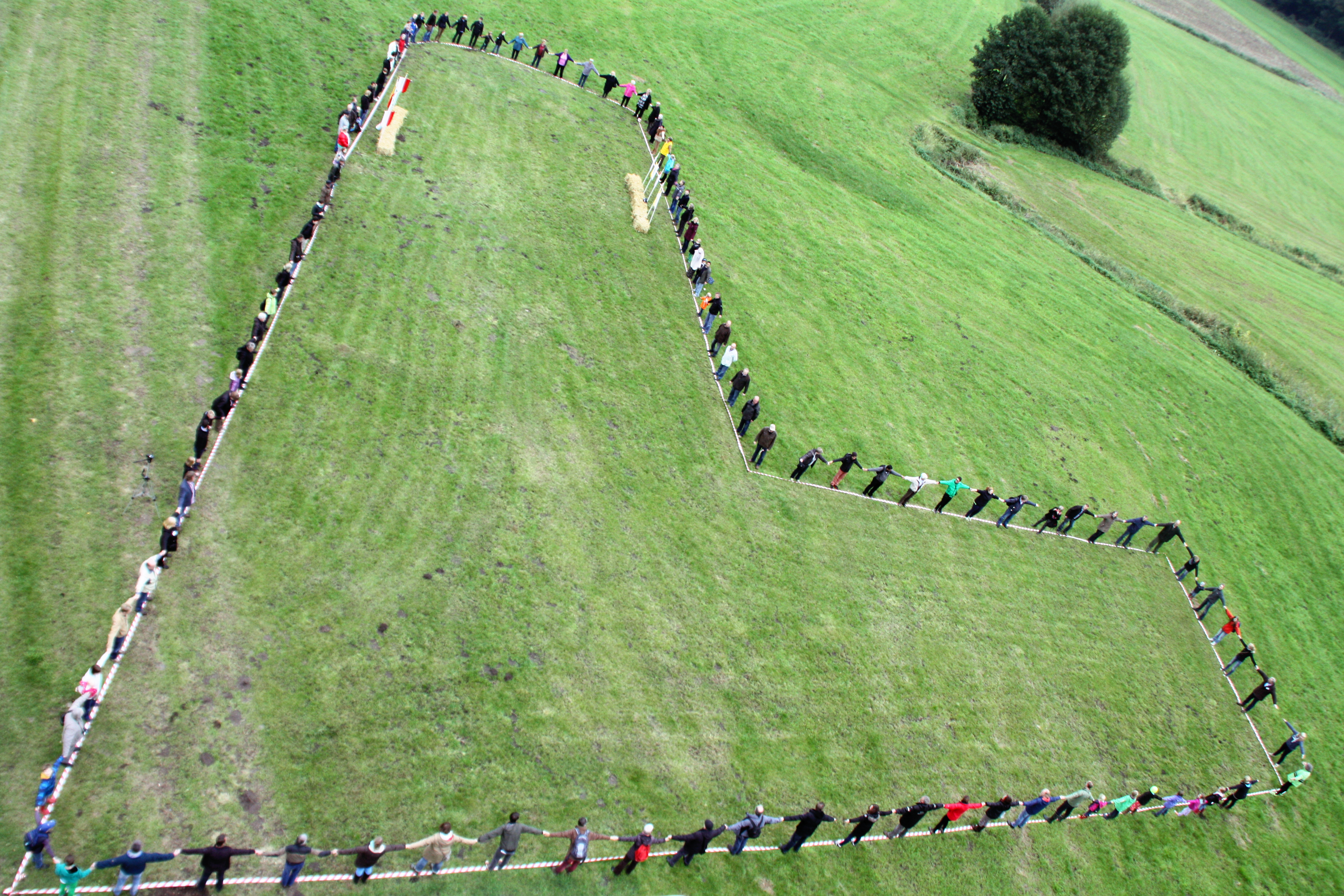
Expedition Münsterland macht die Grundmauern des Klosters erlebbar

2013 widmete sich die Expedition Münsterland, ein Projekt der Westfälischen Wilhelms-Universität in Münster, das wissenschaftlich interessante Orte des Münsterlandes vorstellt, in zwei Vor-Ort-Veranstaltungen dem „verschwundenen“ Kloster Kleinburlo. 2015 widmet sich das Haus der Wissenschaft am alten Bahnhof Darfeld (Generationenpark) in einer Ausstellung dem Kloster Kleinburlo. Die Ausstellung kann während der Sommermonate an den Wochenenden während der Öffnungszeiten des Bahnhofscafés besucht werden.